# コート・オブ・ザ・ロード・ライアン
コート・オブ・ザ・ロード・ライアン（Court of the Lord Lyon、ライアン裁判所とも）は、スコットランドの紋章をつかさどる、認可機関の機能を持った裁判所である。スコットランドで認可されたすべての紋章の一覧簿（Public Register of All Arms and Bearings in Scotland）や、系図の記録を保有・管理している。
ライアン裁判所は公的機関であり、認可手数料などは大蔵省に対して支払われる。長官はロード・ライアン・キング・オブ・アームズであり、紋章についての刑事裁判権を持つため法曹資格の保持者でなければならない。ライアン裁判所はスコットランドの司法システムに組み込まれており、専属の検察官が存在する。
イングランド、ウェールズ、北アイルランドにおいては、紋章の認可機関としては紋章院、紋章を管轄する裁判所としてはハイ・コート・オブ・シバリーがこれに相当する。

## 任務

### 紋章・系図の認可

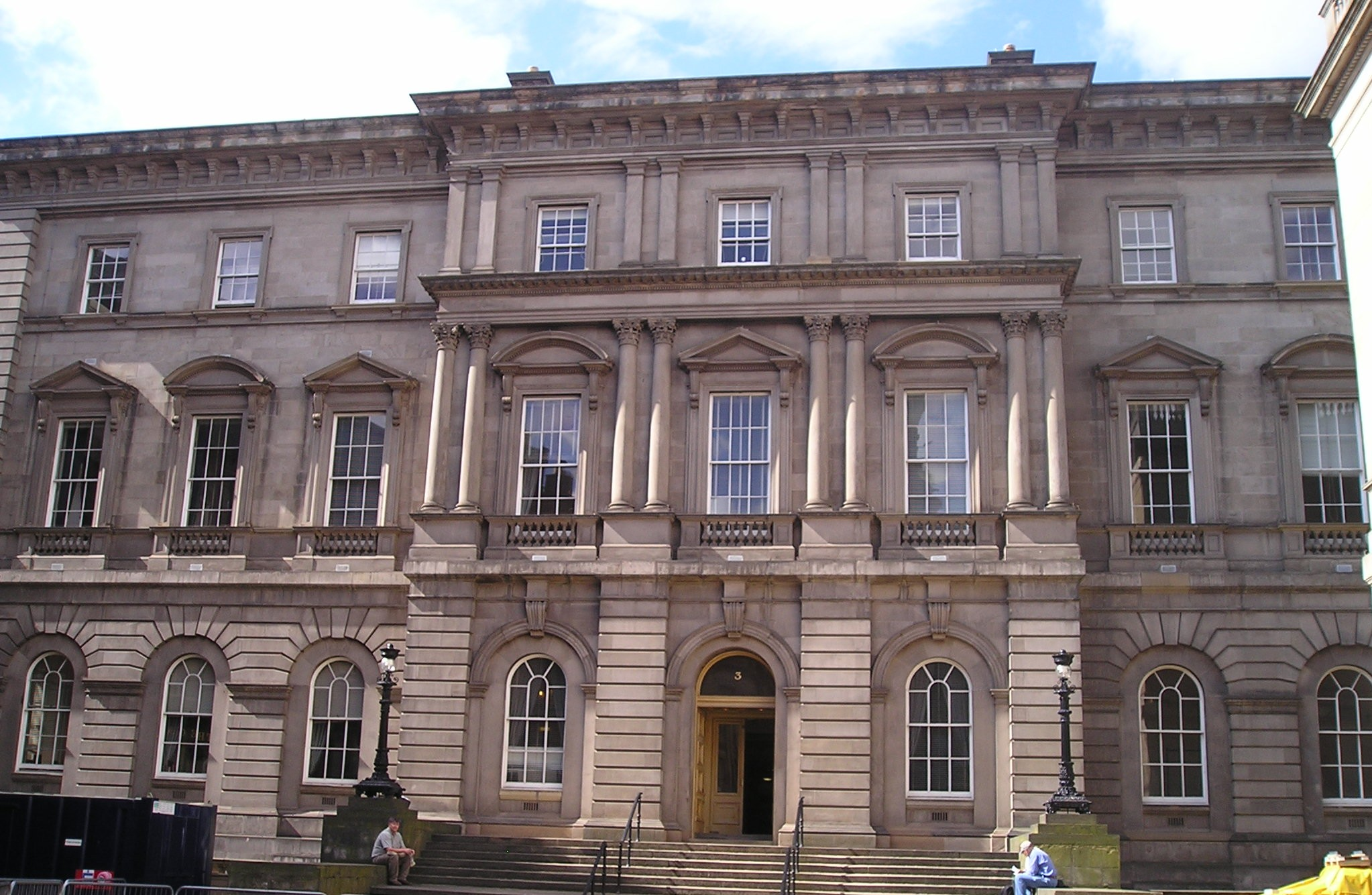
ライアン裁判所が所在するニュー・レジスター・ハウス（エディンバラ）

ライアン裁判所はその行政機関としての職務のひとつとして紋章使用権や系図の認可に関する権限を持つ。これには特許状や爵位・氏族長位証明書などの証明書の交付による紋章の認可や再認可が含まれる。
認可を受けるにはまず初めにライアン裁判所に対して請願を提出することが必要であり、十分な証拠が提出され認められると「Interlocuter」と呼ばれる令状がロード・ライアンによって発行される。この令状の発行権限は法律によってロード・ライアンに移譲された国王大権によるものであり、令状に基づいてライアン官吏記録管理官（Lyon Clerk and Keeper of the Records）が特許状を作成、記録することで正式に認可される。一連の流れにかかる手数料はすべて大蔵省に対して支払われるが、これはロンドンの紋章院が手数料を自らの収入とする（独立した法人であるため）のと対照的である。

### 範囲
ライアン裁判所が持つ権限の範囲は基本的にスコットランド国内に限定される。海外からの請願は通常受け付けることができず、公式ホームページによればその判断は請願者の住所またはスコットランド国内の所有不動産の有無（森林など居住が不可能な土地は判断には影響を与えない）によって左右される。ただし、独自の紋章機関を持たないカナダ・南アフリカ以外のイギリス連邦加盟国の国民（特にスコットランド系）は例外的に請願を行うことが可能である。

### 紋章の保護

ロード・ライアンの印章

刑事司法機関としてのライアン裁判所の職務はスコットランドにおける個人・法人及び王室（スコットランド政府）の紋章に関わる権利の保護である。また、裁判における書類の配布や裁判所命令の執行を担うメッセンジャー・アット・アームズ（英語版）の任命もライアン裁判所によって行われている。
紋章の認可を受けた個人や法人はその紋章の独占的な使用権と引き換えに手数料を支払っているのであり、このことから紋章に関する権利の保護は非常に重要なことである。紋章は個人や法人が独占的に使用できて初めてその使用者を識別する機能を持ち、価値のある財産となるのであり、紋章の許可なき使用や流用はスコットランドのコモン・ローにおいて今でも犯罪とみなされている。
このような背景から、スコットランドで認可された紋章の所有者はその紋章の無断使用に対し裁判所命令を行うよう申し立てることができる。このような紋章の不正使用の取り締まりは、国は認可手数料を徴収しているため、一般国民は詐欺や窃盗（紋章も一種の財産である）の防止のためという面で、国および一般国民双方にメリットがある。なお、紋章には相続や個人の識別に関する分野で法的な証拠として扱われることがある。

### 罰則
スコットランドの他の裁判所と同様、ライアン裁判所には「Procurator Fiscal to Lyon Court」と呼ばれる専属の検察官が存在する。この検察官はスコットランド内閣によって任命され、紋章の無断使用者を起訴する役目を負う。この罪に対する処罰は複数の条項にわたって記載されており、裁判所は無断使用者に対し罰金刑を課し、無断使用された紋章のついている物品を押収したり破壊したりすることができる。また、国に対して本来支払うべき手数料を支払っていなかったという点で、高等裁判所（High Court of Justiciary）では脱税事件と同様に扱われることもある。なお、イングランドのコート・オブ・シバリーは民事裁判所であり、過去230年では1954年に1度しか裁判が行われておらず、ライアン裁判所とはきわめて対照的である。
紋章の無断使用に対する刑罰は過去には極めて厳しいものであった。1592年及び1672年の法律では、ライアン裁判所には無断使用に対して罰金刑だけでなく懲役刑を科す権限も与えられていた。1969年付の法律では、許可なく使用された紋章の除去・その紋章が使用された物品の破壊・押収以外にも、無断使用者を反逆者として公告する（Letters of Horningの発行）能力が与えられた。

## 役職
ライアン裁判所の裁判官はロード・ライアン・キング・オブ・アームズのみである。ロード・ライアンはスコットランド司法システムの一員であるが、その長であるロード・プレジデント・オブ・ザ・コート・オブ・セッション（英語版）の監督下にはおかれない。これは、ロード・プレジデント・オブ・ザ・コート・オブ・セッションの権限が定められている2008年司法・裁判所法（スコットランド）・2014年裁判所改革法（スコットランド）のいずれの法律でもロード・ライアンについて触れられていないためである。また、ライアン裁判所の運営はほかの裁判所と異なりスコットランド裁判所・法廷機関（英語版）とは分離されて行われている。
ライアン裁判所の役職にはロード・ライアンの他に国王が任命するライアン官吏記録管理官（Lyon Clerk and Keeper of the Records）と内閣が任命する検察官（Procurator Fiscal to Lyon Court）があり、以上2職の任免は官報であるエディンバラ・ガゼットに掲載される。また、裁判が行われる際やロード・ライアンが宣言を行う際に現れるメイサー（英語版）（メッセンジャー・アット・アームズの1人）も存在する。

### ロード・ライアン

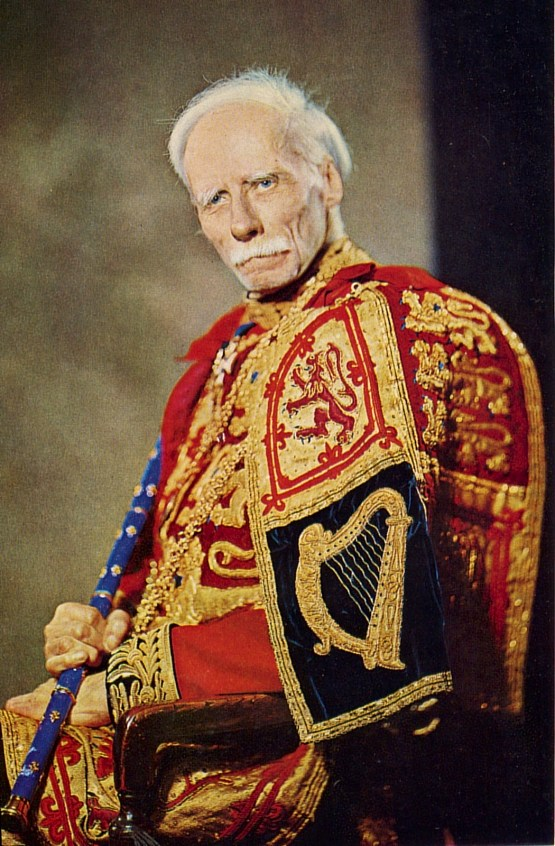
サー・トマス・インズ・オブ・レアニー。1945年～1969年にロード・ライアンを務めた。

ロード・ライアン・キング・オブ・アームズはスコットランドの紋章官の長であり、国務大官の1人であるとともにスコットランド司法システムの裁判官の1人でもある。ロード・ライアンの紋章に関わる司法権はライアン裁判所を通して行使され、ライアン裁判所はスコットランドのコモン・ローおよび議会制定法に基づき民事・刑事双方の裁判を執り行っている。
ロード・ライアンは事務的な任務も負っており、その一つがメッセンジャー・アット・アームズの任命である。なお、ロード・ライアンの任命権は1867年ライアン・キング・オブ・アームズ法により国王に与えられている。

### ライアン官吏記録管理官
ライアン官吏記録管理官（Lyon Clerk and Keeper of the Records）はライアン裁判所の運営をつかさどる役職である。紋章交付が申請されるとライアン官吏が紋章の登録や系図の記録を行う。申請は対面、文書または代理人を通して行うことができ、ライアン官吏はこれらに対し個別に対応し、提出された書類や証拠を受け取らなければならない。申請が認可されると、ライアン官吏は認可された紋章を申請者に明らかにし、記録簿に記載する。
記録管理官としての仕事にはスコットランド全紋章公開記録簿（Public Register of All Arms and Bearings in Scotland）への新たな紋章の追加がある。また、ライアン官吏は国民が記録簿を利用できるよう、調査・研究に対して手助けを行わなければならない。
1867年ライアン・キング・オブ・アームズ法の施行によりライアン裁判所の構成員及び紋章官が公務員とされて以来、ライアン官吏の給料は国によって支払われている。

### 検察官
ライアン裁判所検察官（Procurator Fiscal to the Court of the Lord Lyon）は紋章の盗用や無認可での使用についての告発を捜査する役職であり、司法長官の代理人として、違反者に対して警告を発したり、ライアン裁判所への起訴を行うことができる。
検察官は法曹資格の所持者でなければならず、スコットランド内閣によって任命される。なお、2001年までは任命者はロード・ライアンであったが、欧州人権条約第6条に反するとして変更された。

### 現在の役職者
2020年1月時点のライアン裁判所の構成員は以下のとおりである。
| コート・オブ・ザ・ロード・ライアン |                                                                                 |      | |
| 記章                               | 役職                                                                            | 紋章 | 現職者（着任）                                                                                         |
|                                    | ロード・ライアン・キング・オブ・アームズ Lord Lyon King of Arms                 |      | ジョセフ・モロウ（英語版）CBE, KStJ, QC, DL （2014年1月17日）                                          |
|                                    | ライアン官吏記録管理官 Lyon Clerk and Keeper of the Records                     |      | ラッセル・ハンター （2018年6月25日）                                                                   |
|                                    | ライアン裁判所検察官 Procurator Fiscal to the Court of the Lord Lyon            |      | アレクサンダー・M・S・グリーン（英語版） M.Theol (Hons), LL.B, LL.M, M.Litt. FSA Scot （2010年8月3日） |
| その他の役職                       |                                                                                 |      | |
|                                    | ライアン裁判所絵師 Herald Painter to the Court of the Lord Lyon                 |      | イヴォ―ヌ・ホルトン（ディングウォール・パーシヴァント兼務） （2005年1月10日）                          |
|                                    | ライアン・メイサー Lyon Macer                                                   |      | デイヴィッド・ウォルカー （2018年5月1日）                                                              |
|                                    | ライアン裁判所名誉旗章学者 Honorary Vexillologist to the Court of the Lord Lyon |      | フィリップ・ティベッツ （2018年8月1日）                                                                |

## 紋章官

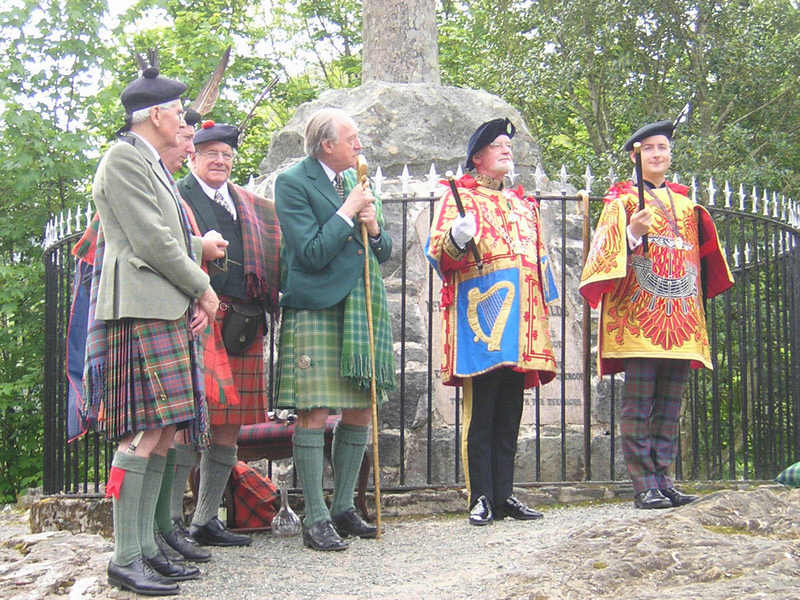
2006年のアダム・ブルースのフィンラガン・パーシヴァント（マクドナルド氏族私設紋章官）任命式にて、チャールズ・バーネット（ロス・ヘラルド）

スコットランド王室紋章官は、ライアン裁判所の一員ではないもののロード・ライアンの部下にあたる。紋章官はスコットランドにおける儀式上の職務を執り行うほか、紋章学・系譜学の専門家として民間からの依頼を受けて活動することもある。
スコットランド王室にはかつて常任のヘラルド・オブ・アームズとパーシヴァント・オブ・アームズがそれぞれ6人ずつと非常任紋章官がいたが、1867年に制定された法律により、給料や職務を明確化するとともに常任紋章官がヘラルド、パーシヴァントそれぞれ3人ずつに減らされた。紋章官の制服はスコットランドの部分が強調されたイギリス国章のタバードである。
紋章官が出席する儀式には、スコットランドで行われる国王出席の儀式のほか、エディンバラのロイヤルマイル（英語版）にあるマーケットクロス（英語版）で行われる議会解散の告知、エディンバラ城城代の就任式、スコットランド国教会年次総会開会式などが挙げられる。
現在、常任ヘラルド・オブ・アームズが3名、常任パーシヴァント・オブ・アームズが3人おり、合計6人の紋章官（ロード・ライアンを含まない）が存在する。
時折、常任紋章官の他にも功績をたたえるなどの目的で紋章官が任命されることがあり、これらはHerald/Pursuivant of Arms in Ordinaryと呼ばれる常任紋章官に対しHerald/Pursuivant of Arms Extraordinary（非常任紋章官）と呼ばれる。現在は非常任ヘラルド・オブ・アームズが3名、非常任パーシヴァント・オブ・アームズが2名存在する。
また、スコットランドには王室紋章官の他に貴族や氏族長によって設置される私設紋章官（パーシヴァント）が4名おり、その氏族の紋章・系譜・儀式関係の職務を執り行っている。
2020年1月時点での王室紋章官は以下のとおりである。
| 常任ヘラルド・オブ・アームズ         |                                                                                    |      |                                                                                 |
| 記章                                 | 役職                                                                               | 紋章 | 現職者（着任）                                                                  |
|                                      | ロスシー・ヘラルド Rothesay Herald of Arms                                         |      | サー・クリスピン・アグニュウ・オブ・ロックノー（英語版）Bt. QC （1986年8月1日） |
|                                      | スノーダウン・ヘラルド Snawdoun Herald of Arms                                     |      | エリザベス・A・ローズ（英語版）LVO （2010年12月17日）                           |
|                                      | マーチモント・ヘラルド Marchmont Herald of Arms                                    |      | The Hon. アダム・ブルース（英語版）WS (2 April 2012)                            |
| 常任パーシヴァント・オブ・アームズ   |                                                                                    |      |                                                                                 |
|                                      | ディングウォール・パーシヴァント Dingwall Pursuivant of Arms                       |      | イヴォ―ヌ・ホルトン（ライアン裁判所絵師兼務） （2011年6月20日）                 |
|                                      | ユニコーン・パーシヴァント Unicorn Pursuivant of Arms                              |      | リアム・デヴリン （2016年1月6日）                                               |
|                                      | カリック・パーシヴァント Carrick Pursuivant of Arms                                |      | ジョージ・ウェイ・オブ・プリーン（英語版） （2017年）                           |
| 非常任ヘラルド・オブ・アームズ       |                                                                                    |      |                                                                                 |
|                                      | オークニー・ヘラルド（非常任） Orkney Herald of Arms Extraordinary                 |      | サー・マルコム・インズ・オブ・エディンガイト（英語版）KCVO, WS （2001年2月9日） |
|                                      | アンガス・ヘラルド（非常任） Angus Herald of Arms Extraordinary                    |      | ロビン・O・ブレア（英語版）CVO, WS （2008年3月17日）                            |
| 非常任パーシヴァント・オブ・アームズ |                                                                                    |      |                                                                                 |
|                                      | リンリスゴー・パーシヴァント（非常任） Linlithgow Pursuivant of Arms Extraordinary |      | ジョン・スターリング WS （2016年1月6日）                                        |
|                                      | フォークランド・パーシヴァント（非常任） Falkland Pursuivant of Arms Extraordinary |      | ロデリック・マクファーソン （2018年3月）                                        |

### 空席
| ヘラルド・オブ・アームズ       |                                                       |      |
| 記章                           | 役職                                                  | 備考 |
|                                | アルバニー・ヘラルド Albany Herald of Arms            |      |
|                                | イズレー・ヘラルド Islay Herald of Arms               |      |
|                                | ロス・ヘラルド Ross Herald of Arms                    |      |
| パーシヴァント・オブ・アームズ |                                                       |      |
|                                | ビュート・パーシヴァント Bute Pursuivant of Arms      |      |
|                                | キンタイア・パーシヴァント Kintyre Pursuivant of Arms |      |
|                                | マーチ・パーシヴァント March Pursuivant of Arms       |      |
|                                | オーモンド・パーシヴァント Ormond Pursuivant of Arms  |      |

### 私設紋章官
| 私設パーシヴァント・オブ・アームズ |                                                           |                       |                                                                  |
| 氏族長紋章                         | 役職                                                      | 所属                  | 現職者（着任）                                                   |
|                                    | スレインズ・パーシヴァント Slains Pursuivant of Arms      | ヘイ氏族（英語版）    | レジナルド・ジョン・モールデン （2016年）                        |
|                                    | ガリオック・パーシヴァント Garioch Pursuivant of Arms     | マー伯爵家            | Lt-Cmdr ローレンス・オブ・マー MA, FSA Scot, ATCL, RN （2013年） |
|                                    | エンデュア・パーシヴァント Endure Pursuivant of Arms      | リンジ―氏族（英語版） | The Hon. アレクサンダー・ウォルター・リンジー （2006年）         |
|                                    | フィンラガン・パーシヴァント Finlaggan Pursuivant of Arms | マクドナルド氏族      | トマス・ミーアス （2009年）                                      |